# Greenwoodochromis
Greenwoodochromis är ett släkte av fiskar. Greenwoodochromis ingår i familjen Cichlidae.
Kladogram enligt Catalogue of Life:
| Greenwoodochromis | \| \| Greenwoodochromis bellcrossi \| \| \| \| \| \| Greenwoodochromis christyi \| \| \| \| |
|                   | \| \| Greenwoodochromis bellcrossi \| \| \| \| \| \| Greenwoodochromis christyi \| \| \| \| |
|                   | Greenwoodochromis bellcrossi                                                                |
|                   |                                                                                             |
|                   | Greenwoodochromis christyi                                                                  |
|                   |                                                                                             |